# Idol (canção de BTS)
"Idol" (estilizado com todas em maiúsculas) é uma música gravada pelo grupo sul-coreano BTS, lançado em 24 de agosto de 2018, pela Big Hit Entertainment como o single principal de seu terceiro álbum de compilação Love Yourself: Answer (2018). Uma versão alternativa da música, que apresenta Nicki Minaj, também foi incluída como uma faixa bônus na versão digital do álbum. O single estreou em 11º lugar no Billboard Hot 100, e as duas versões combinadas venderam 43 mil downloads em sua primeira semana de vendas nos EUA. Foi certificado como platina pela RIAA.

## Preparações e lançamento
Na véspera do lançamento do single quando o trailer foi lançado, surgiram rumores sobre uma faixa de colaboração entre o BTS e a Nicki Minaj quando o Shazam identificou o vídeo do teaser da faixa como "Idol by BTS (feat. Nicki Minaj)". Em 24 de agosto de 2018, duas horas antes do lançamento oficial do álbum, a Big Hit Entertainment confirmou que uma versão alternativa de "Idol", com a Nicki Minaj, seria incluída na versão digital do álbum como uma faixa bônus.
Após seu lançamento, a música inspirou um desafio de dança na Internet conhecido como "Idol Challenge", em que as pessoas dançam ao refrão da música, para experimentar a coreografia da música. O desafio foi feito por diferentes celebridades, como Zelo, membro do B.A.P, e Stephen "tWitch" Boss do The Ellen DeGeneres Show.

## Composição
Como descrito por Tamar Herman da Billboard, "Idol" é uma "faixa tradicionalmente inspirada" com diferentes instrumentos clássicos coreanos. De acordo com os meios de comunicação, a música e o videoclipe foram inspirados no gênero coreano pansori e no filme de John Woo de 1997, Face/Off. A Yonhap relatou, "A canção é uma música de dança eletrônica no estilo de "dance music" sul-africano. As batidas africanas,
são mergulhadas em ritmos tradicionais coreanos, bem como as batidas de um instrumento de percussão popular coreano usado no desempenho em conjunto tradicional dos agricultores coreanos. A Rolling Stone da Índia disse, "De acordo com a gravadora do grupo, a Big Hit Entertainment, “Idol” foi inspirado em gqom, um estilo de house music que se originou em Durban, na África do Sul. Gqom combina um potente e tradicional tambor com baixo e sintetizadores em um equilíbrio entre tradição e tendência." acrescentando: "A mistura de instrumentos coreanos como o gakgung (um arco de corneta coreano que explica os sons de shehnai) com ritmos africanos, trap rap e eletrônica que contribuem para expandir o seu som culturalmente rico, diversificado e global".
"Idol" está na tonalidade de C# menor e incorpora vários estilos, como pop, world, R&B contemporâneo, e K-pop. Ambas as versões tem 126 batidas por minuto. Um dos compositores, Ali Tamposi, afirmou que o representante da Big Hit queria que a música parecesse intensa.

## Videoclipe
Em 22 de agosto de 2018, um teaser do videoclipe da música foi lançado, enquanto o videoclipe oficial foi lançado em 24 de agosto. A contagem oficial do YouTube relatou que o videoclipe acumulou mais de 45 milhões de visualizações dentro de 24 horas de seu lançamento, quebrando o recorde anterior do grupo feminino Black Pink, "Ddu-Du Ddu-Du", de ser o vídeoclipe de um grupo de K-pop mais visto nas primeiras 24 horas, fazendo de "Idol" o videoclipe mais assistido nas primeiras 24 horas, ultrapassando o videoclipe de “Look What You Made Me Do” da Taylor Swift, que registrou 43,2 milhões de visualizações em 2017. Em 29 de agosto de 2018, o videoclipe tornou-se o mais rápido a alcançar 100 milhões de visualizações no YouTube em 2018. O recorde acabou sendo quebrado em Dezembro de 2018 pela Ariana Grande, com a música "Thank U, Next".
Em 6 de setembro de 2018, o videoclipe com a Nicki Minaj foi lançado. O videoclipe é semelhante ao videoclipe original, mas com algumas cenas adicionais e com Nicki Minaj fazendo sua parte com uma transliteração coreana das letras ao seu fundo. O vídeo termina com vários clipes do "Idol Challenge" enviados por seus fãs.
O videoclipe foi criado pelo diretor Choi Yong-seok, da Lumpens. Os diretores assistentes incluem Guzza, MinJe, Jeong e Park Hye-heong, todos da Lumpens. O diretor de fotografia foi Man Hyun-woo da GDW. Outro pessoal importante foi: Song Hyun-seok, que era o supervisor, Kim Bona e Park Jin-sil como diretores de arte, Ahn Ye-min e Lee Hyun-seung compondo a equipe de arte. Song Sukki como o gerente de construção, Ma Seung-keun trabalhando as luzez do MV, e Kang Jong trabalhando como operador de elevador. Os principais artistas cênicos foram Hong Yeong-jun, Lim Kwang-hyun e Seo Sang-hyeok.

## Recepção e crítica
Raisa Bruner da Time descreveu a música como "uma faixa pesada e pulsante que pulsa com energia e que tem uma linha de melodia de saxofone fora do topo", com a música sendo "carga pesada" durante seu tempo de apresentação. Em relação à colaboração com Minaj, Bruner pensou que a "marca de colaboração" é o começo da chegada iminente do BTS na cena americana".

## Desempenho comercial
Nos Estados Unidos, "Idol" estreou em 11º lugar na Billboard Hot 100 e ficou em primeiro lugar em vendas da semana, as duas versões combinaram a venda de 43.000 downloads em sua primeira semana de vendas e geraram 24,4 milhões de streams na primeira semana combinados. A música caiu 70 posições em sua segunda semana, ficando em 81º lugar. O PopBuzz classificou "Idol" em sua lista de "The best music videos of 2018 (so far)".
Em janeiro de 2019, foi anunciado que o BTS iria colaborar com a fabricante Mattel para criar bonecos modelados a partir das roupas do videoclipe de "Idol".

## Aclamação
| Crítico/Publicador    | Lista                                                         | Classificação | Ref.   |
| --------------------- | ------------------------------------------------------------- | ------------- | ------ |
| Los 40                | 10 Music Videos of 2018 That Remain in Our Memory             | —             | [ 31 ] |
| CelebMix              | CelebMix’s Top Music Videos Of 2018                           | —             | [ 32 ] |
| Elite Daily           | The 12 Best New Songs Of 2018                                 | 7             | [ 33 ] |
| Entertainment Tonight | Best Music Videos of 2018                                     | —             | [ 34 ] |
| Gallop Korea          | The Best Songs in 2018                                        | 2             | [ 35 ] |
| Hypable               | 10 great K-Pop songs from 2018                                | —             | [ 36 ] |
| The Inquirer          | Most covered K-pop song of 2018                               | 2             | [ 37 ] |
| JawaPos               | 9 K-Pop Songs Popular Throughout 2018                         | 8             | [ 38 ] |
| KultScene             | Best K-Pop Music Videos of 2018                               | —             | [ 39 ] |
| MTV                   | 20 Music Videos That (Should've) Got Everyone Talking In 2018 | —             | [ 40 ] |
| Nación Rex            | Top 10: The Best Music Videos of 2018                         | 3             | [ 41 ] |
| Playground            | The best songs of 2018                                        | 4             | [ 42 ] |
| SBS                   | Top 100 Asian pop songs of 2018                               | 1             | [ 43 ] |
| Spotify               | Best of 2018: K-Pop                                           | 16            | [ 44 ] |
| Youtube Rewind        | Top 10 Most Popular Music Videos in Korea Released in 2018    | 9             | [ 45 ] |
| Youtube Rewind        | Top 10 Most Popular Music Videos in Korea From 2018           | 4             | [ 46 ] |

| Ano  | Organização                   | Prêmio                    | Resultado | Ref.                 |
| ---- | ----------------------------- | ------------------------- | --------- | -------------------- |
| 2018 | E! People's Choice Awards     | Song of the Year          | Venceu    | [ 47 ]               |
| 2018 | E! People's Choice Awards     | Music Video of the Year   | Venceu    | [ 47 ]               |
| 2018 | Korea Popular Music Awards    | Best Digital Song         | Indicado  | [ 48 ]               |
| 2018 | Mnet Asian Music Awards       | TikTok Best Music Video   | Venceu    | [ 49 ]               |
| 2018 | Mnet Asian Music Awards       | Favorite Music Video      | Venceu    | [ 49 ]               |
| 2018 | MBC Plus X Genie Music Awards | Dance Track (Masculino)   | Venceu    | [ 50 ] [ 51 ]        |
| 2018 | MBC Plus X Genie Music Awards | Song of the Year          | Indicado  | [ 50 ] [ 51 ]        |
| 2018 | MBC Plus X Genie Music Awards | Best Music Video          | Venceu    | [ 50 ] [ 51 ]        |
| 2019 | Gaon Chart Music Awards       | Song of the Year – August | Indicado  | [ 52 ] [ 53 ] [ 54 ] |
| 2019 | Korean Music Awards           | Song of the Year          | Pendente  |                      |
| 2019 | Korean Music Awards           | Best Pop Song             | Pendente  |                      |

| Programa                  | Data                   | Ref.   |
| ------------------------- | ---------------------- | ------ |
| Music Bank (KBS)          | 31 de agosto de 2018   | [ 55 ] |
| Music Bank (KBS)          | 7 de setembro de 2018  | [ 56 ] |
| Music Bank (KBS)          | 14 de setembro de 2018 | [ 57 ] |
| Inkigayo (SBS)            | 2 de setembro de 2018  | [ 58 ] |
| Inkigayo (SBS)            | 9 de setembro de 2018  | [ 59 ] |
| Inkigayo (SBS)            | 16 de setembro de 2018 | [ 60 ] |
| Show Champion (MBC Music) | 5 de setembro de 2018  | [ 61 ] |
| Show Champion (MBC Music) | 12 de setembro de 2018 | [ 62 ] |

| Prêmio                  | Data                   | Ref.   |
| ----------------------- | ---------------------- | ------ |
| Weekly Popularity Award | 3 de setembro de 2018  | [ 63 ] |
| Weekly Popularity Award | 10 de setembro de 2018 | [ 63 ] |
| Weekly Popularity Award | 17 de setembro de 2018 | [ 63 ] |
| Weekly Popularity Award | 24 de setembro de 2018 | [ 63 ] |
| Weekly Popularity Award | 1 de outubro de 2018   | [ 63 ] |

## Promoções
A BTS promoveu a música em vários programas musicais da Coreia do Sul, incluindo M Countdown, Music Bank, Show! Music Core, e Inkigayo, acumulando um total de oito vitórias, apesar de sua curta promoção. Em 1º de dezembro de 2018, o BTS apresentou o single no Melon Music Awards. No mesmo mês eles promoveram o single no SBS Gayo Daejeon. A música foi promovida no MBC Plus X Genie Music Awards de 2018 e no MBC Gayo Daejejeon também. Em 2019, foi performado no Seoul Music Awards.
O BTS se apresentou com o single na semifinal do America's Got Talent que foi ao ar em 12 de setembro de 2018. Eles também tocaram o single no The Tonight Show Starring Jimmy Fallon e no Good Morning America.
Em 12 de outubro de 2018, o grupo se apresentou com o single no The Graham Norton Show no Reino Unido.

## Lista de músicas
| N.º | Título | Letras                                                 | Produtor | Duração |  |
| 1.  | "Idol" | "Hitman" Bang Ali Tamposi RM Roman Campolo Supreme Boi | Pdogg    | 3:43    |  |

| Faixa bônus digital |                                   |                                                                          |          |         |  |
| N.º                 | Título                            | Letras                                                                   | Produtor | Duração |  |
| 1.                  | "Idol" (apresentando Nicki Minaj) | "Hitman" Bang Ali Tamposi Onika Maraj Pdogg RM Roman Campolo Supreme Boi | Pdogg    | 4:20    |  |

## Créditos

### Versão coreana
Os créditos originais da música são adaptados das notas do álbum Love Yourself: Answer.
- Pdogg – produtor, teclado, sintetizador, arranjo do vocal & rap, edição digital, engenheiro de gravação @ Dogg Bounce
- Supreme Boi – produtor, refrão, vocal de fundo, arranjo do vocal & rap, edição digital, engenheiro de gravação @ The Rock Pitt
- ”Hitman” Bang – produtor
- Ali Tamposi – produtor
- Roman Campolo – produtor
- RM – produtor, vocal de fundo
- Jungkook – refrão, vocal de fundo
- J-Hope – vocal de fundo
- ADORA – edição digital
- Hiss noise – edição digital
- James F. Reynolds – engenheiro de mixagem

## Paradas musicais
| Parada (2018)                        | Posição |
| ------------------------------------ | ------- |
| Austrália (ARIA)                     | 35      |
| Estonia (Eesti Ekspress)             | 38      |
| Hungria (Single Top 40)              | 2       |
| Hungria (Stream Top 40)              | 20      |
| Ireland (IRMA)                       | 33      |
| Japan Hot 100 (Billboard Japan)      | 11      |
| Malaysia (RIM)                       | 1       |
| New Zealand Hot Singles (RMNZ)       | 2       |
| Escócia (Scottish Singles Chart)     | 10      |
| Singapore (RIAS)                     | 1       |
| Eslováquia (Singles Digitál Top 100) | 61      |
| África do Sul (EMA)                  | 5       |
| South Korea (Gaon)                   | 1       |
| South Korea (Kpop Hot 100)           | 1       |
| Spain (PROMUSICAE)                   | 71      |
| Sweden (Sverigetopplistan)           | 60      |
| UK Independent Singles               | 3       |
| Reino Unido (UK Singles Chart)       | 21      |

| Parada (2018)                                  | Posição |
| ---------------------------------------------- | ------- |
| Argentina (Argentina Hot 100)                  | 48      |
| Argentina Anglo (Monitor Latino)               | 14      |
| Áustria (Ö3 Austria Top 75)                    | 26      |
| Bélgica (Ultratip Bubbling Under de Flandres)  | 26      |
| Canada (Canadian Hot 100)                      | 5       |
| France (SNEP)                                  | 103     |
| Finland Digital Song Sales (Billboard)         | 1       |
| O campo songid é OBRIGATÓRIO PARA PARADA ALEMÃ | 43      |
| Greece Digital Songs (Billboard)               | 1       |
| Itália (FIMI)                                  | 88      |
| Japan Hot 100 (Billboard Japan)                | 47      |
| Países Baixos (Single Top 100)                 | 96      |
| Portugal (AFP)                                 | 47      |
| South Korea (Gaon)                             | 86      |
| South Korea (Kpop Hot 100)                     | 10      |
| Sweden Digital Songs (Billboard)               | 1       |
| Suíça (Schweizer Hitparade)                    | 45      |
| US Billboard Hot 100                           | 11      |

| Parada (2018)                      | Posição |
| ---------------------------------- | ------- |
| Coreia do Sul (Gaon Singles Chart) | 70      |

## Histórico de lançamentos
| País        | Data                   | Formato                | Versão            | Gravadora         | Ref.    |
| ----------- | ---------------------- | ---------------------- | ----------------- | ----------------- | ------- |
| Vários      | 24 de agosto de 2018   | Digital download       | Original          | Big Hit           | [ 107 ] |
| Reino Unido | 28 de setembro de 2018 | Contemporary hit radio | Nicki Minaj Remix | Big Hit RED Music | [ 108 ] |